# Mohamed Ramadan
Mohamed Ibrahim Ramadan (nascido em 7 de março de 1984) é um handebolista egípcio que integrou a seleção egípcia nos Jogos Olímpicos de Verão de 2016 no Rio de Janeiro, onde a equipe ficou em nono lugar. Atua como pivô e joga pelo clube Al Ahly.